# NADH脱氢酶
NADH脱氢酶，全称为还原型烟酰胺腺嘌呤二核苷酸脱氢酶，又称为还原型辅酶Ⅰ脱氢酶、NADH脱氢酶复合物、NADH:辅酶Q还原酶或复合体Ⅰ，是一种位于线粒体内膜催化电子从还原型烟酰胺腺嘌呤二核苷酸（NADH）传递给辅酶Q的酶。此酶是线粒体中氧化磷酸化的“入口酶”。

## 功能

电子传递链，NADH脱氢酶是“I”，位于左侧

NADH脱氢酶是线粒体电子传递链中的第一个酶（复合体I）。